# 더블클릭 (기업)
더블클릭(DoubleClick)은 인터넷 광고 서비스를 개발하고 제공하는 회사이다. 회사의 고객은 대행업체, 마켓 경영자, 출판업자(마이크로소프트, GE, 코카콜라, 모토로라 등의 서비스 고객)를 포함한다.
더블클릭은 1996년에 설립되었다. 나스닥에 DCLK로 분류되어 있으며 2005년 7월에 개인 지분 회사 Hellman & Friedman에 팔려나갔다. 다른 수많은 닷컴 기업과 달리 닷컴 버블 붕괴에도 살아남았다.
하지만 시장변화에 능동적으로 대응하지 못해 야후 등 경쟁업체들에 밀려 2007년 구글에 인수되었고 2008년 3월에 공식적인 인수가 끝났다.

## 자료 수집
더블클릭은 다양한 기준에 걸쳐 데이터 수집 대상을 결정한다. 대상은 IP 주소, 클라이언트가 설정한 비즈니스 규칙, 자신의 컴퓨터의 쿠키를 사용하여 저장된 사용자에 대한 정보 참조를 사용하여 결정된다. 수집되는 정보는 다음을 포함한다:
- IP 주소
- 브라우저
- 운영 체제
- ISP
- 대역폭
- 오늘의 시간

## 같이 보기
- 감시 자본주의